# لحلاح خريفي
اللحلاح الخريفي أو سورنجان الخريف أو حَافِر المُهْر أو الخَمَل أو قاتل الكلب أو سورنجان أو اللحلاح أو عكنة أو خميرة العطار (الاسم العلمي: Colchicum autumnale) هو نوع نباتي يتبع جنس اللحلاح من الفصيلة اللحلاحية.

## استخدامات اللحلاح الخريفي في طب الأعشاب
نظراً لسمية هذا النبات الشديدة فإنه لا يعطى عن طريق الفم إلا لعلاج الحالات الحادة من النقرس و حمى البحر الأبيض المتوسط , لكن هذا النبات يستخدم خارجياً في علاج اللقموم Condyloma وهو مرض جلدي تناسلي شديد العدوى , كما يستخدم زعفران الخريف في علاج الأورام الجلدية و الصدفية Psoriasis و الالتهابات الوعائية النخرية ( التنكرزية) Necrotic Vasculitis و التهابات الأوعية الدموية و الأوعية اللمفاوية و التهاب الوتر و الغمد ( وتر وغمد العضلة ) Tendovaginitis و التهاب غمد الوتر Tenosynovitis و علاج تشمع الكبد ( تليف الكبد ) Liver Cirrhosis ( يحدث تليف الكبد نتيجة إدمان الكحول أو نتيجة لالتهاب الكبد Hepatitis كما يستخدم زعفران الخريف في القضاء على القمل و علاج اللوكيميا Leukemia الحادة و المزمنة .لا يوصف زعفران الخريف للحوامل لأنه يتميز بتأثير مؤقت مسبب لحدوث الطفرات الوراثية و تأثيره المحدث للطفرات الوراثية لا يقتصر على الإناث , بل إن لهذا النبات تأثير مطفر مؤقت على الحيوانات المنوية كذلك , لذلك يجب ألا يوصف لمن يخططون للإنجاب في المدى القصير. وكذلك فإن الاستخدام المديد لهذا النبات يؤدي إلى تساقط الشعر و تأذي الكبد و الكلى و التهاب الأعصاب و الاعتلال العضلي Myopathia و تأذي نقي العظام . الجرعة القاتلة من بذور زعفران الخريف هي غرام واحد للأطفال و 5 غرام للكبار . والجرعة القاتلة من مركب الكوليشيسين Colchicine السام الموجود في هذا النبات تبدأ عند 7 ميليغرام.